# Siale Piutau
Pour les articles homonymes, voir Piutau.

a Compétitions nationales et continentales officielles uniquement.

b Matchs officiels uniquement.
Dernière mise à jour le 10 août 2024.
Siale Piutau, né le 13 octobre 1985 à Auckland (Nouvelle-Zélande), est un joueur de rugby à XV international tongien. Il joue régulièrement au poste d'ailier en début de carrière, mais se fixe par la suite au centre. Il évolue avec le club japonais des Shimizu Blue Sharks (en) en League One à partir de 2022.

## Biographie
Siale Piutau est né à Auckland en Nouvelle-Zélande, issu d'une famille d'origine tongienne ayant émigré dans les années 1970,. Il grandit dans la banlieue de Māngere, puis est scolarisé au Wesley College.
Il est le frère aîné de l'arrière international néo-zélandais Charles Piutau, qui évolue au sein de le club anglais de Bristol.

## Carrière

### En club
Lors de son adolescence, Siale Piutau joue avec l'équipe de rugby du réputé Wesley College.
Après avoir terminé le lycée, il part jouer une saison en Angleterre avec le club amateur du Huddersfield RUFC (en), jouant en sixième division anglaise,,. Avec cette équipe, il inscrit sept essais en vingt-six rencontres. Au terme de la saison, il est recruté par le club de rugby à XIII des Underbank Rangers (en), mais décide finalement de rentrer en Nouvelle-Zélande,.
De retour dans son pays natal, il joue avec le club amateur du Karaka RFC, avant d'être retenu dans l'effectif de la province des Counties Manukau pour la saison 2006 de National Provincial Championship (NPC). Initialement utilisé au poste d'ailier, il devient petit à petit un cadre de son équipe, et s'impose ensuite au poste de centre. En 2010, il est élu meilleur joueur de son équipe après une saison complète, où il forme une paire de centre remarquée aux côtés de l'expérimenté Tana Umaga.
Piutau fait partie de l'effectif élargi de la franchise des Chiefs en 2009 et 2010. Il joue qu'un seul match avec l'équipe fanion en Super Rugby, le 15 mai 2010 contre les Blues,.
À la recherche de plus de temps de jeu, il rejoint les Highlanders pour la saison 2011 de Super Rugby,. Avec sa nouvelle équipe, il s'impose immédiatement comme un titulaire indiscutable au poste d'ailier. En 2012, il ne joue cinq matchs après avoir manqué la première moitié de la saison à cause d'une blessure à la cheville,.
Après sa deuxième saison avec les Highlanders, il décide de rejoindre le club japonais des Yamaha Júbilo en Top League. Il joue cinq saisons avec cette équipe.
En février 2016, il est prêté au club anglais des Wasps, évoluant en Premiership, jusqu'au terme de la saison en cours. Il rejoint alors son frère Charles.
Après être retourné au Japon jouer une dernière saison avec les Yamaha Júbilo, il fait son retour en Angleterre en 2017 lorsqu'il s'engage avec le club de Bristol. Arrivé au cours d'une saison compliquée pour le club, il assiste à la relégation de son club en Championship, puis participe à sa remontée immédiate l'année suivante,. En 2018, il retrouve son frère Charles, qui arrive de la province irlandaise de l'Ulster. En 2020, Piutau participe à la victoire de son équipe en Challenge européen, étant notamment capitaine lors de la victoire en finale face au RC Toulon.
En 2021, après cinq saisons à Bristol, il quitte le club pour s'engager avec l'équipe japonaise des Shimizu Blue Sharks (en) en troisième division de League One,.

### En équipe nationale
Siale Piutau est sélectionné pour disputer un camp d'entraînement avec la sélection néo-zélandaise à sept en 2006, mais n'est pas retenu dans l'effectif final.
En vertu de ses origines, il est sélectionné pour la première fois avec l'équipe des Tonga en 2011, et connaît sa première cape internationale le 13 août 2011 à l’occasion d’un match contre les Fidji à Lautoka. 
Il fait partie du groupe tongien sélectionné pour participer à la Coupe du monde 2011 en Nouvelle-Zélande. Il dispute quatre matchs lors de la compétition, inscrivant deux essais contre le Canada,. Il participe également à la victoire historique contre la France.
Il dispute également la Coupe du monde 2015 en Angleterre. Il dispute quatre matchs contre la Géorgie, Namibie, l'Argentine et la Nouvelle-Zélande.
À partir de 2016, il succède à Nili Latu en tant que capitaine de la sélection tongienne.
En 2019, il mène les Tonga pour son troisième mondial personnel à l'occasion de la Coupe du monde au Japon. Il joue les quatre rencontres de son équipe lors de la compétition, contre l'Angleterre, l'Argentine, la France et les États-Unis.
Au terme du mondial japonais, il annonce mettre un terme à sa carrière internationale, après avoir connu 43 sélections avec les Ikale Tahi, ce qui en fait le troisième joueur le plus capé de sa sélection,

## Palmarès
- RFU Championship
  - Vainqueur (1) : 2018

- Challenge européen :
  - Vainqueur (1) : 2020

## Statistiques en équipe nationale
- 43 sélections  (19 capitanats) avec les Tonga entre 2011 et 2019
- 32 points (6 essais, 1 transformation)
- Sélections par année : 6 en 2011, 3 2012, 5 en 2013, 5 en 2014, 5 en 2015, 3 en 2016, 5 en 2017, 3 en 2018 et 8 en 2019
- En Coupe du monde[32] :
  - 2011 : 4 matchs (Nouvelle-Zélande, Canada, Japon, France)
  - 2015 : 4 matchs (Géorgie , Namibie, Argentine, Nouvelle-Zélande)
  - 2019 : 4 matchs (Angleterre , Argentine, France, États-Unis)